# Macrostelia involucrata
Macrostelia involucrata är en malvaväxtart som beskrevs av Bénédict Pierre Georges Hochreutiner. Macrostelia involucrata ingår i släktet Macrostelia och familjen malvaväxter. Inga underarter finns listade i Catalogue of Life.